# Ольсдорф (Верхняя Австрия)
Ольсдорф (нем. Ohlsdorf (Oberösterreich)) — коммуна (нем. Gemeinde) в Австрии, в федеральной земле Верхняя Австрия. 
Входит в состав округа Гмунден.  Население составляет 4703 человека (на 31 декабря 2005 года). Занимает площадь 28 км². Официальный код  —  40713.

## Политическая ситуация
Бургомистр коммуны — Вольфганг Шпицбарт (СДПА) по результатам выборов 2003 года.
Совет представителей коммуны (нем. Gemeinderat) состоит из 31 места.
- СДПА занимает 17 мест.
- АНП занимает 12 мест.
- АПС занимает 2 места.